# 達令 (密西西比州)
達令（英語：Darling）是位於美國密西西比州奎特曼縣的普查規定居民點。

## 歷史
達令的郵局自1903年營運至今。

## 人口
根據2020年美國人口普查的數據，達令的面積為7.01平方千米，皆為陸地。當地共有人口154人，而人口密度為每平方千米21.97人。